# Mochloribatula calycifera
Mochloribatula calycifera är en kvalsterart som beskrevs av Sandór Mahunka 1985. Mochloribatula calycifera ingår i släktet Mochloribatula och familjen Mochlozetidae. Inga underarter finns listade i Catalogue of Life.